# 森鉐太郎
森 鉐太郎（もり せきたろう、1909年（明治42年）7月8日 - 1989年（平成元年）9月21日）は、日本の政治家。元愛知県一宮市長（5期）。愛知県市長会会長、東海市長会会長、全国市長会副会長などの要職を歴任した。

## 来歴
愛知県出身。明治大学に在学中、病気の後遺症で右足を悪くする。1934年（昭和9年）3月に同大学商学部を卒業するも、1年間自宅療養した。1936年（昭和11年）4月、臨時職員として一宮市役所に入庁。日給1円10銭のうち、1円は往復の人力車代に使ったという。そのため戦時中は片足でも乗れる自転車を作った。1950年（昭和25年）に経済部長、1954年（昭和29年）1月に企画長に就任。
1963年（昭和38年）、退職して4月の一宮市長選挙に立候補することを考えたが結局見送った。同年10月、助役に登用される。伊藤一市長が1967年（昭和42年）4月28日に6選を果たすと、ここが潮時とばかりに同年5月に助役を辞任した。1969年（昭和44年）5月、名鉄丸栄百貨店の常務に就任。
1971年（昭和46年）4月25日に行われた一宮市長選挙に立候補。7選を狙う現職の伊藤一、会社社長の宮田邦生を破り初当選した。この年の選挙は希にみる激戦であり、森の44,349票に対し、伊藤は43,134票、宮田は20,958票であった。1987年（昭和62年）に5期目の当選を果たした。海部俊樹と江崎真澄の間の派閥争いが古くから続く一宮市にあって、森は江崎直系と言われた。
任期中の1989年（平成元年）9月21日、心不全のため一宮市立市民病院で死去。80歳没。同年9月29日、一宮市名誉市民に推挙された。